# Enzo Cilenti
Enzo Cilenti, född 8 augusti 1974 i Bradford, är en brittisk skådespelare.
Cilenti har bland annat medverkat i TV-serierna The Serpent Queen. Han har även medverkat i filmerna The Theory of Everything och The Man with the Iron Heart.

## Filmografi (i urval)
- 2002 – 24 Hour Party People
- 2007 – Next
- 2009 – Närkontakt – The Fourth Kind
- 2013 – Kick-Ass 2
- 2014 – The Theory of Everything
- 2015 – Wolf Hall (TV-serie)
- 2015 – The Man Who Knew Infinity
- 2016 – Bridget Jones's Baby
- 2017 – The Man with the Iron Heart
- 2022 – The Serpent Queen (TV-serie)
- 2025 – I Fought the Law (TV-serie)